# (17073) Alexblank
(17073) Alexblank (1999 GX34) – planetoida z pasa głównego asteroid okrążająca Słońce w ciągu 4,92 lat w średniej odległości 2,89 j.a. Odkryta 6 kwietnia 1999 roku.